# Michał Dymek
Michał Dymek (ur. 1 października 1990 w Warszawie) – polski operator filmowy.
Absolwent Wydziału Operatorskiego i Realizacji Telewizyjnej PWSFTviT w Łodzi (dyplom w 2017). Członek Stowarzyszenia Autorów Zdjęć Filmowych. Laureat Nagrody za zdjęcia na Festiwalu Polskich Filmów Fabularnych w Gdyni.

## Wybrana filmografia
jako autor zdjęć:
- My friend the Polish girl (2018)
- Słodki koniec dnia (2018)
- Supernowa (2019)
- Sweat (2020)
- Hura, wciąż żyjemy (2020)
- Io (2022)
- Prawdziwy ból (2024)
- Dziewczyna z Igłą (2024)

## Wybrane nagrody
- 2017: Nagroda Polskiego Kina Niezależnego im. Jana Machulskiego za zdjęcia do filmu Adaptacja
- 2017: Nagroda za najlepsze zdjęcia do filmu krótkometrażowego Najpiękniejsze fajerwerki ever na Koszalińskim Festiwalu Debiutów Filmowych „Młodzi i Film”
- 2018: Nagroda za najlepsze zdjęcia do filmu My friend the Polish girl na Koszalińskim Festiwalu Debiutów Filmowych „Młodzi i Film”
- 2020: Nagroda za zdjęcia do filmu Sweat na Festiwalu Polskich Filmów Fabularnych w Gdyni[2]
- 2020: Wyróżnienie Specjalne w Konkursie Filmów Polskich na Międzynarodowym Festiwalu Sztuki Autorów Zdjęć Filmowych „Camerimage” w Toruniu za zdjęcia do filmu Sweat[3]
- 2024: Nagroda Złotej Żaby na festiwalu EnergaCamerimage w Toruniu za zdjęcia do "Dziewczyny z igłą"[4]